# Gripopterygidae
Famille
Les Gripopterygidae sont une famille d'insectes plécoptères. On connaît environ 300 d'espèces dans 52 genres actuels.

## Distribution
Les espèces de cette famille se rencontrent en Océanie et en Amérique du Sud. 

## Liste des genres
Selon Plecoptera Species File :
- Antarctoperlinae Enderlein 1909
  - Antarctoperla Enderlein, 1905
  - Araucanioperla Illies, 1963
  - Ceratoperla Illies, 1963
  - Chilenoperla Illies, 1963
  - Megandiperla Illies, 1960
  - Pehuenioperla Vera, 2009
  - Pelurgoperla Illies, 1963
  - Plegoperla Illies, 1963
- Dinotoperlinae McLellan 1977
  - Alfonsoperla McLellan & Zwick, 2007
  - Dinotoperla Tillyard, 1921
- Gripopteryginae Enderlein 1909
  - Andiperla Aubert, 1956
  - Andiperlodes Illies, 1963
  - Aubertoperla Illies, 1963
  - Claudioperla Illies, 1963
  - Eunotoperla Tillyard, 1924
  - Falklandoperla McLellan, 2001
  - Gripopteryx Pictet, 1841
  - Illiesoperla McLellan, 1971
  - Limnoperla Illies, 1963
  - Neboissoperla McLellan, 1971
  - Neopentura Illies, 1965
  - Paragripopteryx Enderlein, 1909
  - Potamoperla Illies, 1963
  - Rhithroperla Illies, 1963
  - Teutoperla Illies, 1963
  - Trinotoperla Tillyard, 1924
  - Tupiperla Froehlich, 1969
  - Uncicauda McLellan & Zwick, 2007
- Leptoperlinae Banks 1913
  - Cardioperla McLellan, 1971
  - Leptoperla Newman, 1839
  - Newmanoperla McLellan, 1971
  - Notoperla Enderlein, 1909
  - Riekoperla McLellan, 1971
  - Senzilloides Illies, 1963
  - Vesicaperla McLellan, 1967
  - Zelandobius Tillyard, 1921
- Zelandoperlinae McLellan 1977
  - Acroperlini McLellan 1977
    - Acroperla McLellan, 1977
    - Apteryoperla Wisely, 1953
    - Aucklandobius Enderlein, 1909
    - Holcoperla McLellan, 1977
    - Nesoperla Tillyard, 1923
    - Rakiuraperla McLellan, 1977
    - Taraperla McLellan, 1998

  - Megaleptoperlini McLellan 1977
    - Megaleptoperla Tillyard, 1923

  - Zelandoperlini McLellan 1977
    - Rungaperla McLellan, 1977
    - Zelandoperla Tillyard, 1923

  - Tribu indéterminée
    - Notoperlopsis Illies, 1963
- Sous-famille indéterminée
  - Dundundra Theischinger, 1982
  - Guaranyperla Froehlich, 2001
  - Kirrama Theischinger, 1981
  - Nescioperla Theischinger, 1982
  - Nydyse Navás, 1933
  - †Cardioperlisca Sinitshenkova, 1992
  - †Eodinotoperla Jell & Duncan, 1986

## Publication originale
- Enderlein, G. 1909 : Klassifikation der Plecopteren sowie Diagnosen neuer Gattungen und Arten. Zoologischer Anzeiger, vol. 34, p. 385–419.